# Gräberfeld von Rössen

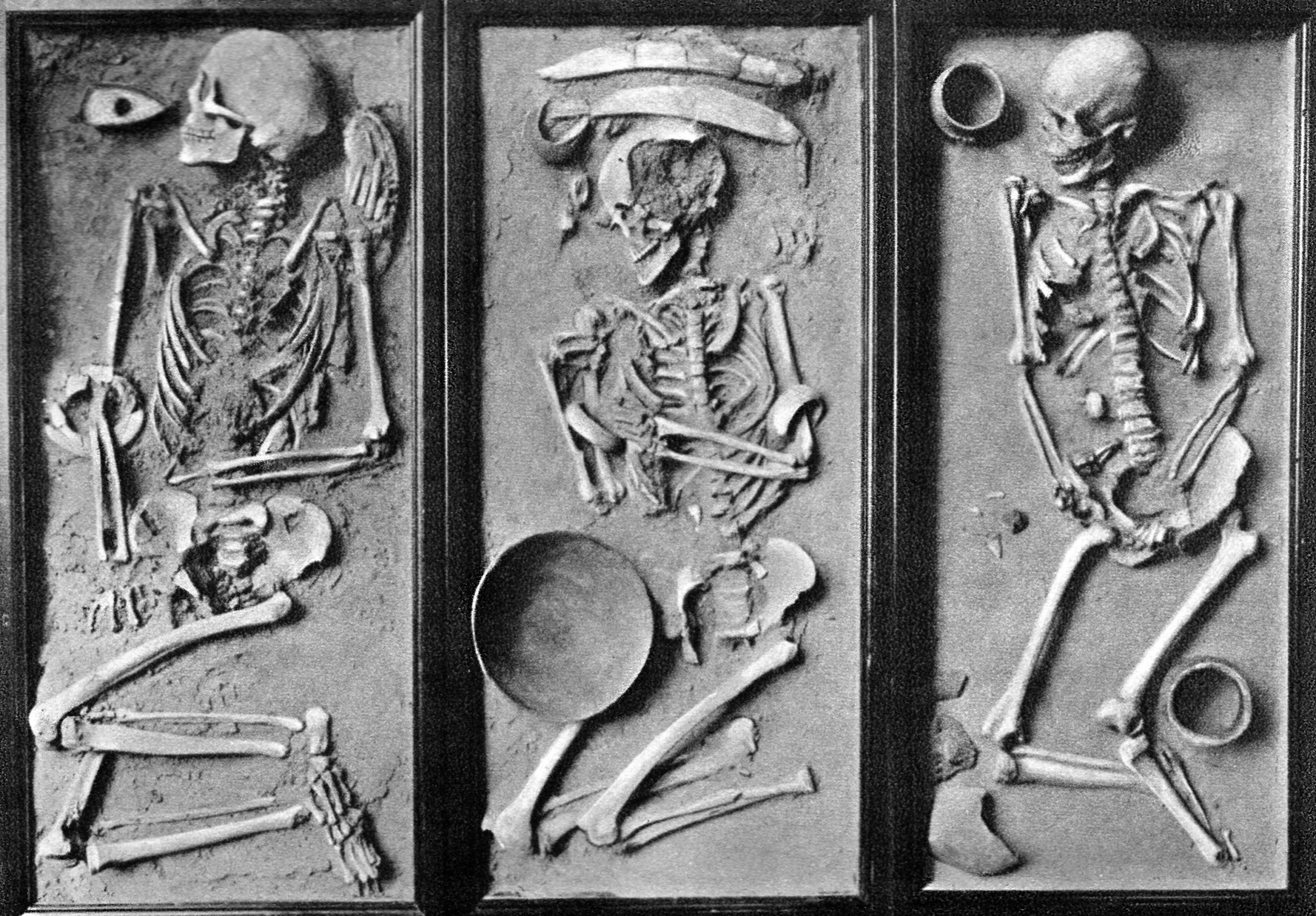
Drei Gräber vom Gräberfeld von Rössen; Museum für Vor- und Frühgeschichte, Berlin. V. l. n. r.: Nr. 6 (kulturelle Zuordnung unsicher), Nr. 2 (Beigaben der Rössener und Gaterslebener Kultur), Nr. 13 (vermutl. Rössener Kultur)

Das Gräberfeld von Rössen war ein jungsteinzeitliches Gräberfeld in Rössen, einem Ortsteil von Leuna im Saalekreis (Sachsen-Anhalt). Zwischen 1879 und 1890 wurden hier über 100 Brand- und Körpergräber gefunden, die hauptsächlich der Rössener Kultur (4600–4450 v. Chr.) und der Gaterslebener Kultur (4500–4000 v. Chr.) angehören. Ein einzelnes Grab gehörte der Linienbandkeramik (5500–4800 v. Chr.) an, ein weiteres evtl. der Baalberger Kultur (4000–3400 v. Chr.). Das Gräberfeld von Rössen ist damit das größte jungsteinzeitliche Gräberfeld Mitteldeutschlands. Die Grabinventare veranlassten Alfred Götze 1900 zur Erstbeschreibung der Rössener Kultur, wodurch das Gräberfeld zum namensgebenden Fundort wurde. Etwas weiter südlich wurden 1918 weitere Gräber sowie Siedlungsreste gefunden, die sich neben den beiden genannten Kulturen der Stichbandkeramik (4900–4600 v. Chr.), der Baalberger Kultur und der Salzmünder Kultur (3400–3100 v. Chr.) zuordnen ließen.

## Lage
Das Gräberfeld lag am westlichen Hochufer der Saale südöstlich des historischen Ortskerns von Rössen und ist heute vollständig durch die Villensiedlung Neu Rössen überbaut. Es reichte etwa von der heutigen Merseburger Straße bis zum Stadtpark Leuna. Einige hundert Meter nördlich liegt der 1918 und 1925 untersuchte endneolithische Grabhügel von Rössen und nur wenig südlich von diesem, direkt an der Bahnstrecke Merseburg–Leipzig-Leutzsch der Wall von Rössen, an dessen Rändern 1915 im Vorfeld der Errichtung der Bahntrasse weitere neolithische Gräber entdeckt wurden.

## Forschungsgeschichte

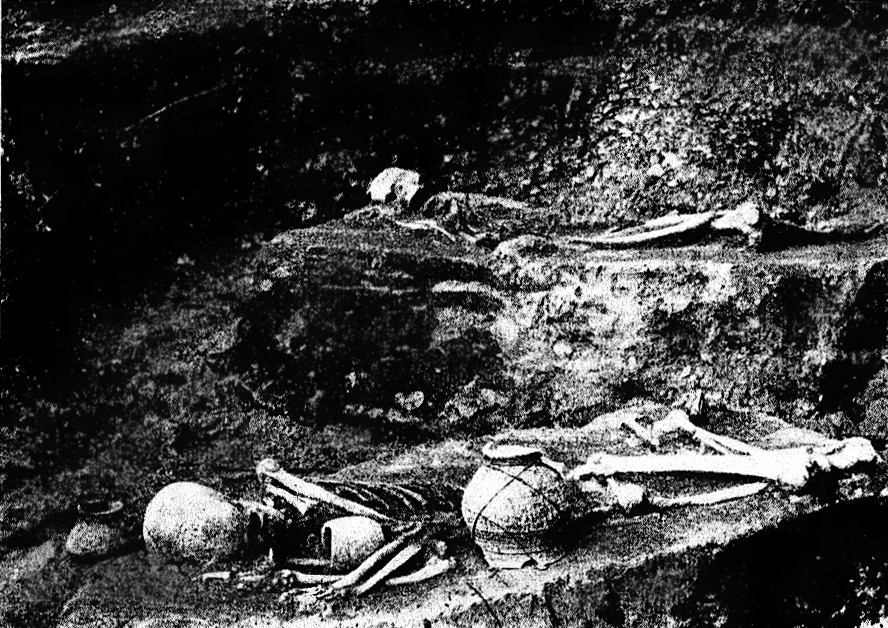
Das Gräberfeld von Rössen während der Ausgrabung (1889)

Da sich das Gräberfeld zum Teil über einen Steinbruch erstreckte, waren wohl schon Mitte des 19. Jahrhunderts erste vorgeschichtliche Funde aufgetaucht. Sie erweckten ab 1879 das Interesse des damals in Merseburg ansässigen und später nach Deggendorf übersiedelten August Nagel, der zunächst Einzelfunde sammelte und zwischen 1882 und 1890 großflächige Grabungen durchführte. Der Wert dieser Grabungen ist zwiespältig, da Nagel einerseits kurze Notizen veröffentlichte, aber weder einen Plan des Gräberfeldes anfertigte noch Lage und Ausrichtung der einzelnen Gräber vermerkte. Andererseits legte er großen Wert darauf, dass die Skelette mitsamt den Beigaben in Originallage geborgen wurden, wodurch sie eine große wissenschaftliche Bedeutung behielten. Insgesamt legte Nagel wohl etwa 100 Gräber frei, von denen 22 vollständig waren. 66 waren unvollständig erhalten und vom Rest wurden nur noch Einzelstücke vorgefunden. Den Großteil seiner Funde verkaufte Nagel an das Museum für Völkerkunde Berlin, heute gehören sie zur Sammlung des Museums für Vor- und Frühgeschichte. Jeweils ein Grab der Rössener Kultur gelangte ins Museum für Völkerkunde Hamburg (heute im Archäologischen Museum) und ins Germanische Nationalmuseum nach Nürnberg. Einzelne Gefäße gelangten ins Schlossmuseum Mannheim.
Parallel zu Nagel grub im Juli 1882 Hans von Borries aus Halle (Saale), der fünf Gräber bergen konnte. Weitere Gräber barg 1918 Nils Niklasson. Die Funde aus diesen beiden Grabungen befinden sich heute im Besitz des Landesamtes für Denkmalpflege und Archäologie Sachsen-Anhalt und sind teilweise im Landesmuseum für Vorgeschichte in Halle ausgestellt.
Die wissenschaftliche Aufarbeitung der Funde begann 1900 mit Alfred Götze, der anhand eines Teils der gefundenen Gefäße eine neue jungsteinzeitliche Kultur, die Rössener Kultur, definierte. Eine vollständige monografische Bearbeitung der Gräber der Rössener Kultur legte erstmals 1938 Franz Niquet vor. Die Gefäße der Gaterslebener Kultur wurden zunächst als „Brandgräberkeramik“ bezeichnet und ihre Zuordnung war anfangs unklar. Von verschiedenen Forschern wurde eine Zugehörigkeit zur Jordansmühler Kultur, zu einer von dieser stark beeinflussten Lokalgruppe der Rössener Kultur oder zur Baalberger Kultur angenommen. Eine Eigenständigkeit der Gaterslebener Kultur konnte erst 1953 von Ulrich Fischer dargelegt werden. Hermann Behrens legte 1968 eine Aufarbeitung der Gaterslebener Funde aus Rössen vor. Hierbei nahm er auch zahlreiche Gräber auf, die bis dahin von Niquet der Rössener Kultur zugerechnet worden waren.

## Beschreibung
Bei den Grabungen zwischen 1882 und 1890 sowie 1918 wurden insgesamt 91 sichere Gräber geborgen. Hinzu kommen zahlreiche Einzelfunde, die auf weitere Gräber schließen lassen. Die genaue Lage der Gräber dokumentierte Nagel nicht, nur gelegentlich wurde die Lage einzelner Gräber zueinander vermerkt. Genauer verfuhr hier von Borries, der östlich von Nagels Grabungsgebiet fünf Bestattungen bergen konnte. Nach Götze, der sich wohl im Wesentlichen auf Nagels kurze Berichte stützte, bildeten die Gräber zwei Gruppen: Östlich befanden sich die Körpergräber und direkt westlich anschließend die Brandgräber. Niklassons Grabungen fanden südlich der zuvor untersuchten Flächen statt. Er konnte zwei weitere Brandgräber und die Reste eines möglichen dritten bergen.
Bei den 91 gesicherten Gräbern handelt es sich um elf sichere und drei wahrscheinliche Brandgräber und 76 sichere Körpergräber. Bei einem Grab liegen keine Angaben vor, die Art der Beigaben macht jedoch ein Körpergrab wahrscheinlich. Bei den Körpergräbern wurde nur in zehn Fällen die Orientierung des Bestatteten vermerkt. Acht Tote waren in süd-nördlicher und zwei in ost-westlicher Richtung bestattet worden. In 33 Fällen wurde die Lage des Skeletts dokumentiert. Die Toten waren ausnahmslos in rechter Hockerlage beigesetzt worden.
Die kulturelle Zuordnung der einzelnen Gräber wurde mehrfach redigiert. Niquet ordnete 65 Gräber der Rössener Kultur, 15 der Jordansmühler Kultur, eines der Linienbandkeramik und eines der Baalberger Kultur zu. Bei neun Gräbern war die Zuordnung unklar. Fischer ordnete die von Niquet als Jordansmühler Gräber angesprochenen Bestattungen der von ihm neu definierten Gaterslebener Kultur zu, ging ansonsten aber mit Niquets Zuordnungen größtenteils konform. Von drei ursprünglich der Rössener Kultur zugeordneten Gräbern und einem unberücksichtigten Grab ordnete Fischer zwei mit Sicherheit und zwei unter Vorbehalt der Gaterslebener Kultur zu. Behrens unternahm bei seiner Durchsicht des Materials größere Neuzuordnungen. Er zählte 21 Gräber zur Rössener Kultur und 30 zur Gaterslebener Kultur. Die Grabinventare von acht Gräbern wiesen Merkmale beider Kulturen auf. Bei 31 Gräbern erschien ihm keine sichere kulturelle Zuordnung möglich; hierzu zählt auch Grab Nr. 55, das Niquet und Fischer der Baalberger Kultur zuordneten, das nach Behrens aber sowohl der Baalberger als auch der Gaterslebener Kultur angehören könnte. Bei der Zuordnung des linienbandkeramischen Grabes ging Behrens mit Niquet konform.
Da ein Gesamtplan fehlt, sind Aussagen zur Belegungsgeschichte des Gräberfelds nur sehr begrenzt möglich. Nach Behrens scheint es aber eher unwahrscheinlich, dass hier eine strenge Aufeinanderfolge verschiedener Kulturen vorlag. Vielmehr ist eine recht starke Durchdringung der Rössener und der Gaterslebener Kultur festzustellen. Dies macht sich zum einen an den gemischten Grabinventaren bemerkbar, aber auch an der Ausrichtung der Toten. Begräbnisse der Rössener Kultur sind typischerweise noch in bandkeramischer Tradition ost–west-orientiert, Begräbnisse der Gaterslebener Kultur sind hingegen üblicherweise süd–nord-orientiert. Auf dem Rössener Gräberfeld sind allerdings mehrere Fälle belegt, in denen die Begräbnisse in der Tradition der jeweils anderen Kultur ausgerichtet worden waren.

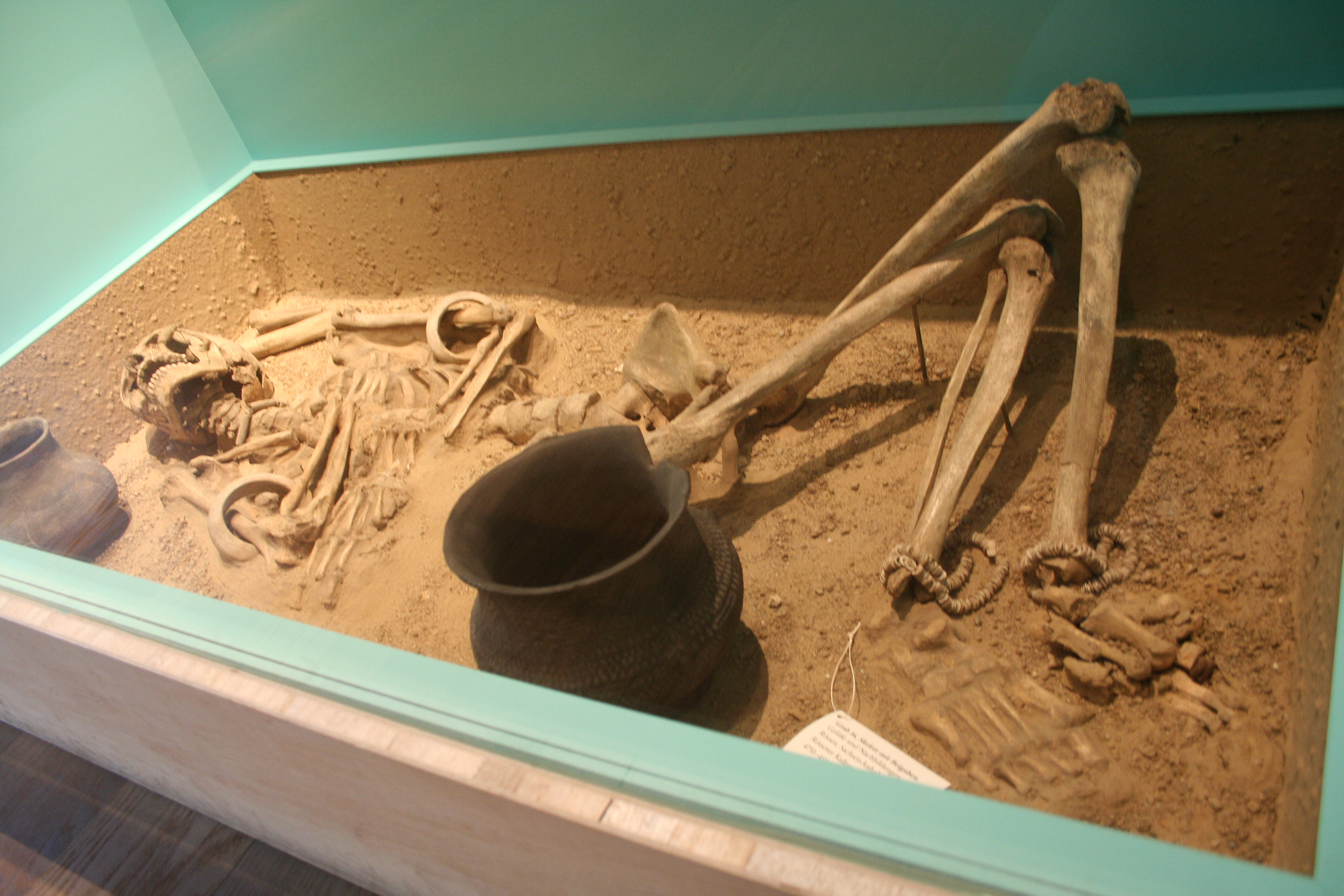
Grab 16, Museum für Vor- und Frühgeschichte Berlin (Rössener Kultur)
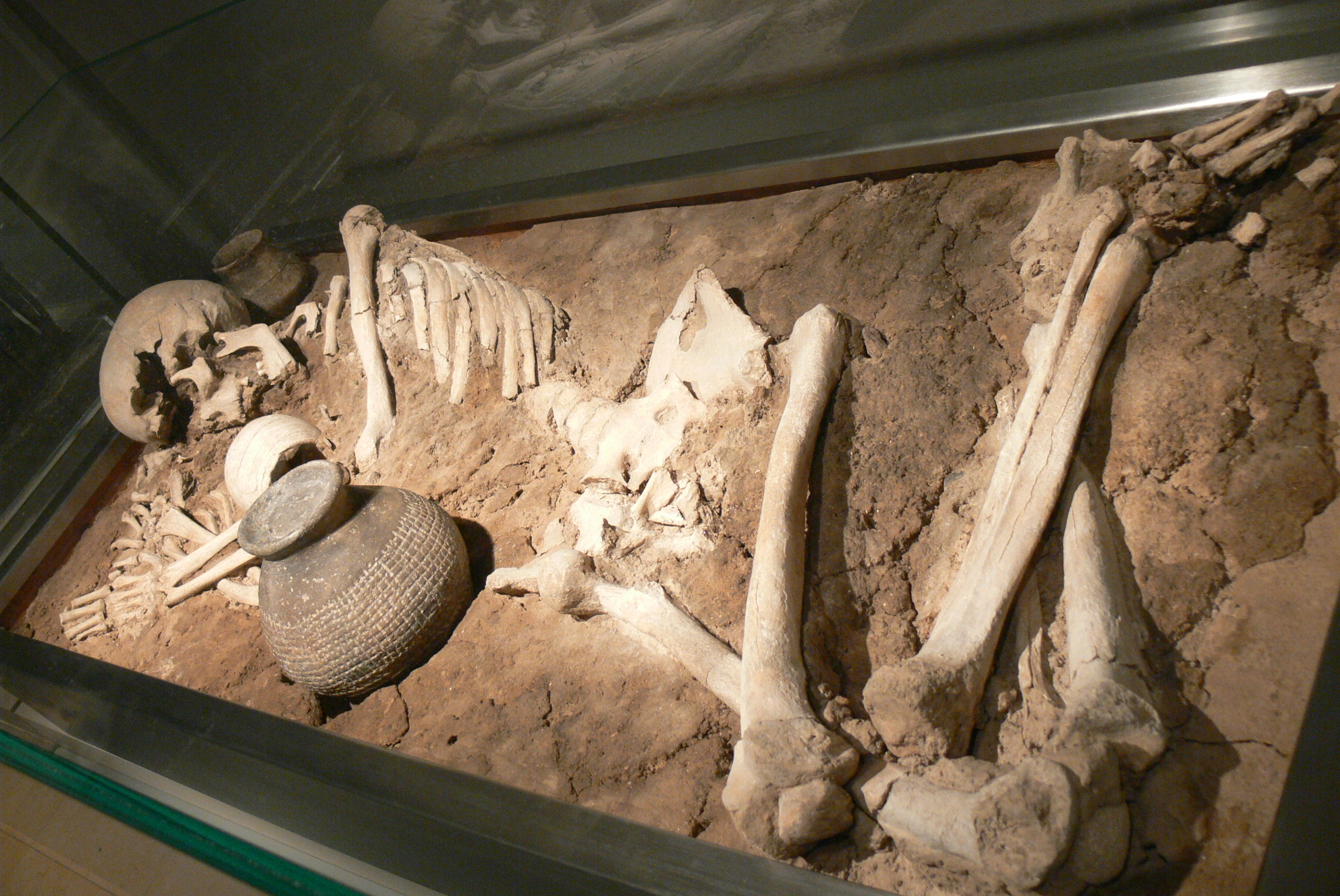
Grab 82, Germanisches Nationalmuseum Nürnberg (Rössener und Gaterslebener Kultur)
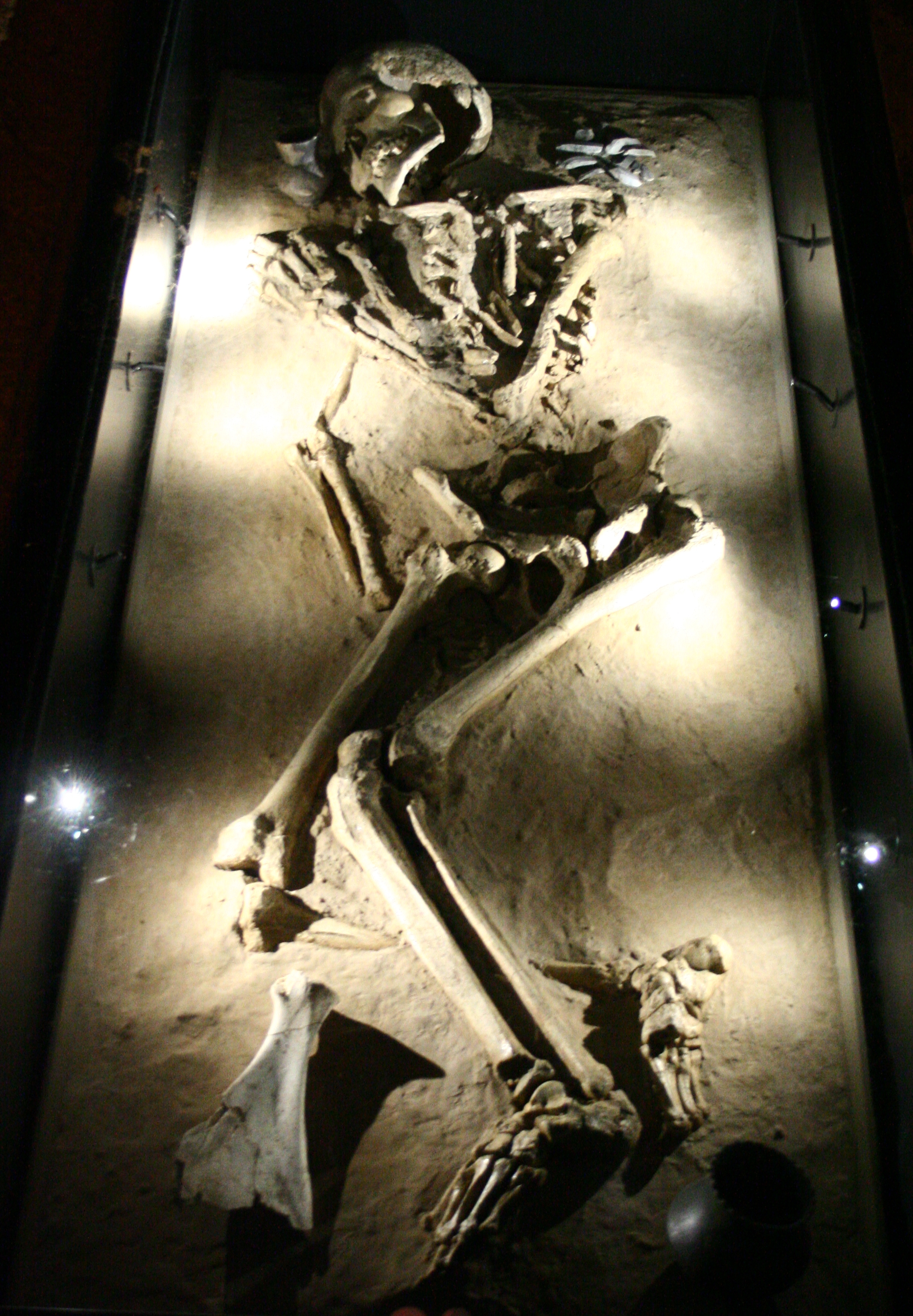
Grab 83, Archäologisches Museum Hamburg (Gaterslebener Kultur)
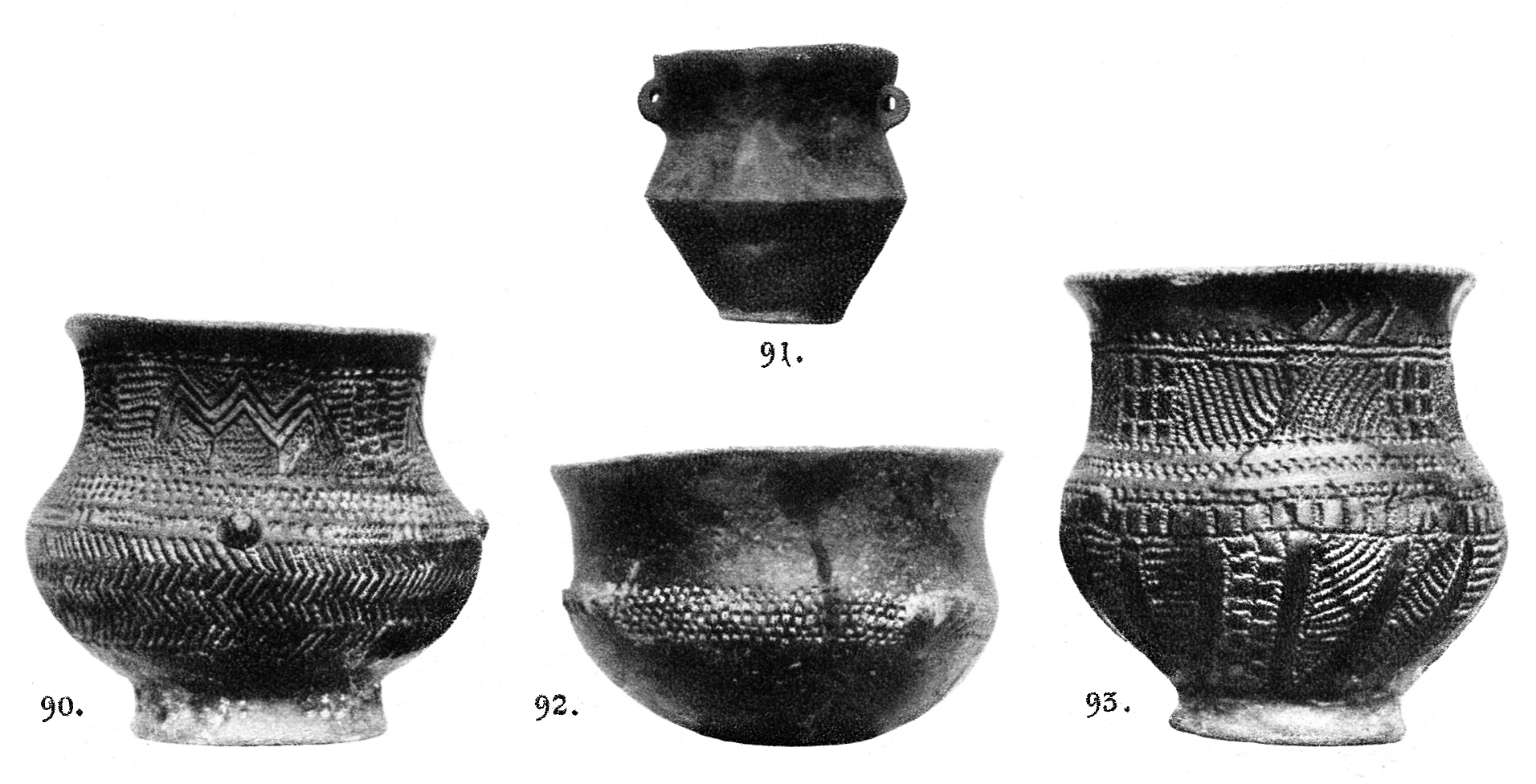
Gefäße; oben:Gaterslebener Kultur, unten: Rössener Kultur
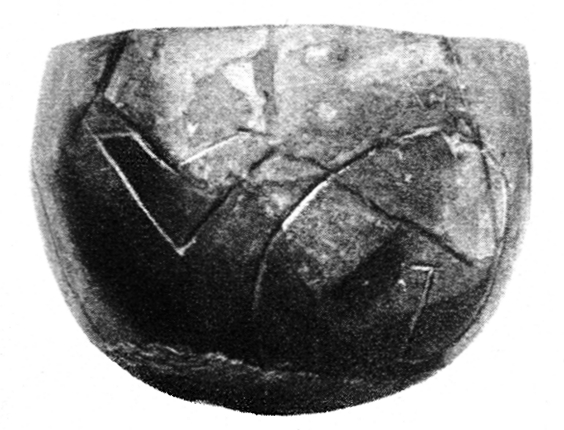
Kumpf aus Grab 17 (Linienbandkeramik)

| Nr. | Ritus        | Ausrichtung | Lage                         | Beigaben | Kultur                   | Ausgräber  | Verbleib                                           |
| --- | ------------ | ----------- | ---------------------------- | --- | ------------------------ | ---------- | -------------------------------------------------- |
| 1   | Körpergrab   |             | rechter Hocker               | Marmorperlen, verzierter Becher mit Standfuß, Feuersteinklinge, Querschneider, Tierknochen | Rössen                   | Nagel      | Berlin, Museum für Vor- und Frühgeschichte         |
| 2   | Körpergrab   |             | rechter Hocker               | Konische Schale, Rumpfteil eines Kugelbechers, zwei Marmorringe, Knochenpfriem(?), Rippen vom Rind | Rössen+ Gatersleben      | Nagel      | Berlin, Museum für Vor- und Frühgeschichte         |
| 3   | Körpergrab   |             | rechter Hocker               | zwei Becher, Querbeil, Klingenkratzer, Knochenpfriem, Schafsknochen | Gatersleben              | Nagel      | Berlin, Museum für Vor- und Frühgeschichte         |
| 4   | Körpergrab   |             | rechter Hocker               | Halskette aus 156 Kalksteinperlen, zwei Armketten aus 30 bzw. 39 Kalksteinperlen, zwei Armringe, Becher, konische Schale, Tierknochen | Rössen+ Gatersleben      | Nagel      | Berlin, Museum für Vor- und Frühgeschichte         |
| 5   | Körpergrab   |             | rechter Hocker               | Kette aus ca. 60 Marmorperlen, drei durchlochten Tierzähnen, einem Marmoranhänger in Form eines Tierzahns und einer Knochenscheibe, zwei Doppelknöpfe aus Eberzahn, Axt, Feuersteinmesser, undefinierbare schwarze Masse                                                   | unsicher                 | Nagel      | Berlin, Museum für Vor- und Frühgeschichte         |
| 6   | Körpergrab   |             | rechter Hocker               | Axt, Bruchstück eines Knochenrings, Rippen eines Tieres | unsicher                 | Nagel      | Berlin, Museum für Vor- und Frühgeschichte         |
| 7   | Körpergrab   |             | rechter Hocker               | Becher, Kugelbecher, Bruchstück eines Klingenkratzers, Querschneider, Bruchstück einer Feuersteinklinge, fünf Abschläge, Bruchstück eines Knochenpfriems | Rössen+ Gatersleben      | Nagel      | Berlin, Museum für Vor- und Frühgeschichte         |
| 8   | Körpergrab   |             | rechter Hocker               | zwei Becher, Querbeil, zwei Feuersteinklingen, Tierknochen | Gatersleben              | Nagel      | Berlin, Museum für Vor- und Frühgeschichte         |
| 9   | Körpergrab   |             | rechter Hocker               | Halskette aus 181 Marmorperlen, zwei Armringe aus Knochen (nur einer erhalten), Schale, Kugelbecher, verzierter Becher mit Standfuß, Beil, Feuersteinmesser, zwei Abschläge                                                                                                | Rössen                   | Nagel      | Berlin, Museum für Vor- und Frühgeschichte         |
| 10  | Körpergrab   |             | rechter Hocker               | Halskette aus 52 Marmorperlen und einem Marmoranhänger in Form eines Tierzahns, Marmorperlen einer Armkette, Armring aus Marmor | unsicher                 | Nagel      | Berlin, Museum für Vor- und Frühgeschichte         |
| 11  | Körpergrab   |             | rechter Hocker               | zwei Fußketten(?) aus 108 Kalkstein-, zwei Kieselschiefer- und zwei Gagat-Perlen sowie vier Muschelscheibchen, Halskette aus 20 Kalksteinperlen, Bruchstücken von weiteren und Gagat, dreigliederiger Ösenbecher, Becher, Axt, Feuersteinklinge, Knochendolch oder -pfriem | Gatersleben              | Nagel      | Berlin, Museum für Vor- und Frühgeschichte         |
| 12  | Körpergrab   |             | rechter Hocker               | Kugelbecher, drei Rinderknochen | Rössen                   | Nagel      | Berlin, Museum für Vor- und Frühgeschichte         |
| 13  | Körpergrab   |             | rechter Hocker               | Halskette aus 25 Marmorperlen, zwei Becher, Scherben von Keramikgefäßen, Klingenkratzer, zwei unbearbeitete Feuersteine, ein Feuersteinkern | Rössen?                  | Nagel      | Berlin, Museum für Vor- und Frühgeschichte         |
| 14  | Körpergrab   |             | rechter Hocker               | Becher | Rössen?                  | Nagel      | Berlin, Museum für Vor- und Frühgeschichte         |
| 15  | Körpergrab   |             | rechter Hocker               | Becher | Gatersleben?             | Nagel      | Berlin, Museum für Vor- und Frühgeschichte         |
| 16  | Körpergrab   |             | rechter Hocker               | elf Marmorperlen einer Halskette, Fußkette aus 194 Perlen aus Muschelschalen, Fußkette aus ca. 261 Perlen aus Muschelschalen, Bruchstücke weiterer Perlen aus Muschelschalen, zwei Armringe aus Marmor, verzierter Becher mit Standfuß, Kugelbecher, Tierknochen           | Rössen                   | Nagel      | Berlin, Museum für Vor- und Frühgeschichte         |
| 17  | Körpergrab   |             |                              | | Linienbandkeramik        | Nagel      | Berlin, Museum für Vor- und Frühgeschichte         |
| 18  | Körpergrab   |             | rechter Hocker               | Kugelbecher | Rössen                   | Nagel      | Berlin, Museum für Vor- und Frühgeschichte         |
| 19  | Körpergrab   |             | rechter Hocker               | Dreigliedriger Becher, Klingenkratzer, Tierknochen | Gatersleben              | Nagel      | Berlin, Museum für Vor- und Frühgeschichte         |
| 20  | Körpergrab   |             | rechter Hocker               | Dreigliedriger Becher | Gatersleben              | Nagel      | Berlin, Museum für Vor- und Frühgeschichte         |
| 21  | Körpergrab   |             |                              | Armring aus Marmor | unsicher                 | Nagel      | Berlin, Museum für Vor- und Frühgeschichte         |
| 22  | Körpergrab   |             |                              | verzierter Becher mit Standfuß, Becher, Axt, zwei Querschneider (Zugehörigkeit zu diesem Grab unklar), drei unbearbeitete Feuersteinstücke | Rössen                   | Nagel      | Berlin, Museum für Vor- und Frühgeschichte         |
| 23  | Körpergrab   |             |                              | verzierter Kugelbecher, Armring aus Marmor, Kette aus 18 Marmorperlen, Muschel | Rössen                   | Nagel      | Berlin, Museum für Vor- und Frühgeschichte         |
| 24  | Körpergrab   |             |                              | Beil, Feuersteinsplitter | unsicher                 | Nagel      | Berlin, Museum für Vor- und Frühgeschichte         |
| 25  | Körpergrab   |             |                              | Kette aus 59 Marmorperlen, fünf Doppelknöpfe aus Eberzahn, Becher, Rest eines Bechers | Gatersleben              | Nagel      | Berlin, Museum für Vor- und Frühgeschichte         |
| 26  | Körpergrab   |             | Skelett zu schlecht erhalten | Hals- und Armkette mit 747 Kalksteinperlen und einem Marmor-Anhänger in Form eines Hirschzahns, Becher, Axt | Gatersleben              | Nagel      | Berlin, Museum für Vor- und Frühgeschichte         |
| 27  | Körpergrab   |             |                              | Kette aus 34 Marmorperlen, Beil, Querschneider, Feuersteinklinge, Feuersteinmesser | unsicher                 | Nagel      | Berlin, Museum für Vor- und Frühgeschichte         |
| 28  | Körpergrab   | S–N         | rechter Hocker               | Schale, Bruchstück einer Schale | Gatersleben              | Nagel      | Berlin, Museum für Vor- und Frühgeschichte         |
| 29  | Körpergrab   | S–N         | rechter Hocker               | Axt, Feuersteinmesser | unsicher                 | Nagel      | Berlin, Museum für Vor- und Frühgeschichte         |
| 30  | Körpergrab   | O–W         | rechter Hocker               | Becher mit Ansatz zur Dreigliederung, Feuersteinklinge | Gatersleben              | Nagel      | Berlin, Museum für Vor- und Frühgeschichte         |
| 31  | Körpergrab   | S–N         | rechter Hocker               | keine | unsicher                 | Nagel      | Berlin, Museum für Vor- und Frühgeschichte         |
| 32  | Körpergrab   |             | Skelett zu schlecht erhalten | Ösenbecher | Gatersleben              | Nagel      | Berlin, Museum für Vor- und Frühgeschichte         |
| 33  | Körpergrab   | S–N         | rechter Hocker               | Halskette aus Knochenperlen, Doppelknopf aus Eberzahn, Kugelbecher | Rössen                   | Nagel      | Berlin, Museum für Vor- und Frühgeschichte         |
| 34  | Körpergrab   |             |                              | dreigliederige Amphore, dreigliederiger Ösenbecher | Gatersleben              | Nagel      | Berlin, Museum für Vor- und Frühgeschichte         |
| 35  | Körpergrab   | O–W         | rechter Hocker               | Armring aus Knochen, Knochenpfriem, Feuersteinmesser (nicht erhalten), Rinderknochen | unsicher                 | Nagel      | Berlin, Museum für Vor- und Frühgeschichte         |
| 36  | Körpergrab   |             |                              | Armring aus Knochen, Halskette aus 91 Marmorperlen, Armkette aus 54 Marmorperlen, Feuersteinmesser, zwei Querschneider, verzierter Becher mit Standfuß | Rössen                   | Nagel      | Berlin, Museum für Vor- und Frühgeschichte         |
| 37  | Körpergrab   |             |                              | Kette aus 19 Perlen aus Muscheln und zwei Anhängern aus Hirschzähnen | unsicher                 | Nagel      | Berlin, Museum für Vor- und Frühgeschichte         |
| 38  | Körpergrab   |             |                              | Kugelbecher, zwei Feuersteinmesser, ein Abschlag, ein Feuersteinstück | Rössen                   | Nagel      | Berlin, Museum für Vor- und Frühgeschichte         |
| 39  | Körpergrab   |             |                              | Kugelbecher, Bruchstück eines Knochenringes, birnenförmiger Keulenkopf aus Marmor | Gatersleben?             | Nagel      | Berlin, Museum für Vor- und Frühgeschichte         |
| 40  | Körpergrab   |             |                              | konische Schale, Becher mit Ansatz zur Dreigliederung, ovale Tonwanne, Klingenkratzer, zwei Abschläge | Rössen+ Gatersleben      | Nagel      | Berlin, Museum für Vor- und Frühgeschichte         |
| 41  | Körpergrab   |             |                              | Becher | Gatersleben              | Nagel      | Berlin, Museum für Vor- und Frühgeschichte         |
| 42  | Körpergrab   |             |                              | verzierter Kugelbecher, konische Schale | Rössen+ Gatersleben      | Nagel      | Berlin, Museum für Vor- und Frühgeschichte         |
| 43  | Körpergrab   |             |                              | Becher, Axt | Rössen?                  | Nagel      | Berlin, Museum für Vor- und Frühgeschichte         |
| 44  | Körpergrab   |             |                              | Armring aus Marmor, Halskette aus 71 Marmorperlen, Feuersteinmesser | unsicher                 | Nagel      | Berlin, Museum für Vor- und Frühgeschichte         |
| 45  | Körpergrab   |             |                              | Axt, Tierknochen | unsicher                 | Nagel      | Berlin, Museum für Vor- und Frühgeschichte         |
| 46  | Körpergrab   |             |                              | Axt | unsicher                 | Nagel      | Berlin, Museum für Vor- und Frühgeschichte         |
| 47  | Körpergrab   |             |                              | Kette aus 103 Muschelscheiben, Kugelbecher | Rössen?                  | Nagel      | Berlin, Museum für Vor- und Frühgeschichte         |
| 48  | Körpergrab   |             |                              | 47 Marmorperlen von einer Kette, Muschel mit zwei Löchern, Axt | unsicher                 | Nagel      | Berlin, Museum für Vor- und Frühgeschichte         |
| 49  | Körpergrab   |             |                              | Kette aus 242 Marmorperlen | unsicher                 | Nagel      | Berlin, Museum für Vor- und Frühgeschichte         |
| 50  | keine Angabe |             |                              | Halskette aus 31 Marmorperlen und neun Schneckenröhrchen, sieben Doppelknöpfe, Bruchstücke eines Knochenrings, undefinierbare schwarze Masse | unsicher                 | Nagel      | Berlin, Museum für Vor- und Frühgeschichte         |
| 51  | Körpergrab   |             |                              | Knochenanhänger, zwei Feuersteinmesser, zwei messerartige Abschläge | unsicher                 | Nagel      | Berlin, Museum für Vor- und Frühgeschichte         |
| 52  | Körpergrab   |             |                              | Marmorperlen von einer Halskette, Bruchstücke eines Armrings aus Knochen (nicht erhalten, Einzelfunde durch Nagel zu einem „Grabinventar“ zusammengestellt) | unsicher                 | Nagel      | Berlin, Museum für Vor- und Frühgeschichte         |
| 53  | Körpergrab   |             |                              | Becher, Querschneider | Gatersleben              | Nagel      | Berlin, Museum für Vor- und Frühgeschichte         |
| 54  | Körpergrab   |             |                              | Kumpfartige Schale, Feuersteinklinge | Gatersleben?             | Nagel      | Berlin, Museum für Vor- und Frühgeschichte         |
| 55  | Körpergrab   |             |                              | Trichterbecher, drei Anhänger aus Hirschzähnen, Feuersteinmesser, Querschneider | Gatersleben?/ Baalberge? | Nagel      | Berlin, Museum für Vor- und Frühgeschichte         |
| 56  | Körpergrab   |             |                              | Armring aus Marmor, Feuersteinmesser, Bruchstück eines Beils | unsicher                 | Nagel      | Berlin, Museum für Vor- und Frühgeschichte         |
| 57  | Brandgrab?   | –           | –                            | 19 Kalksteinperlen, eine Gagatperle und Bruchstück einer weiteren, elf Knöpfe aus Muscheln, zwei Röhrchen aus Kupferblech | unsicher                 | Nagel      | Berlin, Museum für Vor- und Frühgeschichte         |
| 58  | Körpergrab   |             |                              | Kugelbecher | Rössen                   | Nagel      | Berlin, Museum für Vor- und Frühgeschichte         |
| 59  | Körpergrab   |             |                              | unbearbeiteter Abschlag | unsicher                 | Nagel      | Berlin, Museum für Vor- und Frühgeschichte         |
| 60  | Körpergrab   |             |                              | keine | unsicher                 | Nagel      | Berlin, Museum für Vor- und Frühgeschichte         |
| 61  | Körpergrab   |             |                              | keine | unsicher                 | Nagel      | Berlin, Museum für Vor- und Frühgeschichte         |
| 62  | Körpergrab   |             |                              | keine | unsicher                 | Nagel      | Berlin, Museum für Vor- und Frühgeschichte         |
| 63  | Körpergrab   |             |                              | Bruchstück eines Kiefers eines Tierschädels | unsicher                 | Nagel      | Berlin, Museum für Vor- und Frühgeschichte         |
| 64  | Körpergrab   |             |                              | Bruchstücke von zwei Äxten, Tierknochen (Einzelfunde durch Nagel zu einem „Grabinventar“ zusammengestellt) | unsicher                 | Nagel      | Berlin, Museum für Vor- und Frühgeschichte         |
| 65  | Brandgrab?   | –           | –                            | sieben Marmorperlen, konische Schale, drei Becher | Gatersleben              | Nagel      | Berlin, Museum für Vor- und Frühgeschichte         |
| 66  | Brandgrab    | –           | –                            | 45 Marmorperlen, Bruchstück eines Muschelanhängers, Feuersteinklinge, Ösenbecher, dreigliederiger Becher | Gatersleben              | Nagel      | Berlin, Museum für Vor- und Frühgeschichte         |
| 67  | Brandgrab    | –           | –                            | 60 Kalksteinperlen, 20 Gagatperlen, sechs Anhänger aus Hirschgrandeln, drei Marmoranhänger in Form von Hirschzähnen, Steinanhänger in Beilform, dreigliederiger Ösenbecher, konische Schale, stichbandverzierte Scherbe, Klingenkratzer                                    | Gatersleben              | Nagel      | Berlin, Museum für Vor- und Frühgeschichte         |
| 68  | Brandgrab    | –           | –                            | Dreigliedriger Ösenbecher, konische Schale, Axt, zwei Abschläge | Gatersleben              | Nagel      | Berlin, Museum für Vor- und Frühgeschichte         |
| 69  | Brandgrab    | –           | –                            | zwei konische Schalen, Kanne, Rumpfteile von zwei Bechern, Unterteil eines Bechers (Ösenbecher?), Bruchstücke eines Gefäßes, Querbeil, Klingenkratzer, Feuersteinklinge | Gatersleben              | Nagel      | Berlin, Museum für Vor- und Frühgeschichte         |
| 70  | Brandgrab    | –           | –                            | zwei konische Schalen, 46 Muschelknöpfe, 50–60 Muschelscheiben | Gatersleben              | Nagel      | Berlin, Museum für Vor- und Frühgeschichte         |
| 71  | Brandgrab    | –           | –                            | Ösenbecher, Bruchstücke von Bechern(?), Querbeil, Feuersteinklinge, zwei Abschläge | Gatersleben              | Nagel      | Berlin, Museum für Vor- und Frühgeschichte         |
| 72  | Brandgrab    | –           | –                            | zwei dreigliederige Becher, Rumpfteil eines Bechers, Hals-Schulter-Bruchstück eines Bechers, 46 Marmorperlen, 14 Marmoranhänger in Form von Hirschzähnen, zwei Gagatperlen, zwei Feuersteinklingen                                                                         | Gatersleben              | Nagel      | Berlin, Museum für Vor- und Frühgeschichte         |
| 73  | Brandgrab    | –           | –                            | Quermeißel, zwei Feuersteinklingen, drei Abschläge | Gatersleben              | Nagel      | Berlin, Museum für Vor- und Frühgeschichte         |
| 74  | Brandgrab    | –           | –                            | Axt, Feuersteinklinge, zwei Rinderknochen (Geräte?) | Gatersleben              | Nagel      | Berlin, Museum für Vor- und Frühgeschichte         |
| 75  | Körpergrab   |             |                              | Axt, Beil, Kette aus 165 Marmorperlen, Feuersteinmesser, Spitze eines Knochenpfriems, Gerät aus Hirschhorn, Feuersteine, Keramikscherben (evtl. Einzelfunde durch Nagel zu einem „Grabinventar“ zusammengestellt)                                                          | unsicher                 | Nagel      | Berlin, Museum für Vor- und Frühgeschichte         |
| 76  | Körpergrab   |             |                              | Kugelbecher, Messer | Rössen                   | Nagel      | Berlin, Museum für Vor- und Frühgeschichte         |
| 77  | Körpergrab   |             |                              | Beil, fünf Hirschzähne, Abschlag, Ober- und Unterkiefer eines Rinds | unsicher                 | Nagel      | Berlin, Museum für Vor- und Frühgeschichte         |
| 78  | Körpergrab   |             |                              | Bodenteil eines Kugelbechers, Abschlag | Rössen                   | Nagel      | Berlin, Museum für Vor- und Frühgeschichte         |
| 79  | Körpergrab   |             |                              | schalenartiges Gefäß (darin Scherben eines Bechers), Oberteil eines (Kugel-?)bechers, Axt | Rössen+ Gatersleben      | Nagel      | Berlin, Museum für Vor- und Frühgeschichte         |
| 80  | Körpergrab   |             | rechter Hocker               | Halskette aus 50 Marmorperlen, Beil, Kugelbecher, undefinierbare schwarze Masse, Tierknochen | Rössen                   | Nagel      | Berlin, Museum für Vor- und Frühgeschichte         |
| 81  | Körpergrab   |             | rechter Hocker               | Kugelbecher, Schale, dreieckige Pfeilspitze, ein Stück Muschelschale, Tierknochen | Rössen                   | Nagel      | Berlin, Museum für Vor- und Frühgeschichte         |
| 82  | Körpergrab   |             | rechter Hocker               | verzierter Becher mit Standfuß, dreigliederiger Becher, Armring aus Keramik | Rössen+ Gatersleben      | Nagel      | Nürnberg, Germanisches Nationalmuseum              |
| 83  | Körpergrab   | S–N         | rechter Hocker               | dreigliederiger Becher, Becher, Querbeil, 14 Feuersteinklingen und -abschläge | Gatersleben              | Nagel      | Hamburg, Archäologisches Museum                    |
| I   | Körpergrab   |             | Skelett zu schlecht erhalten | Kugelbecher, zwei Standfüße von Gefäßen, Bruchstück eines flaschenförmigen Gefäßes | Rössen                   | v. Borries | Halle, Landesamt für Denkmalpflege und Archäologie |
| II  | Körpergrab   | S–N         | rechter Hocker               | Kette aus 48 Marmorperlen, zwei Armringe aus Marmor | unsicher                 | v. Borries | Halle, Landesamt für Denkmalpflege und Archäologie |
| IIa | Brandgrab?   | –           | –                            | Ösenbecher, Axt | Gatersleben              | Niklasson  | Halle, Landesamt für Denkmalpflege und Archäologie |
| III | Körpergrab   | S–N         | rechter Hocker               | tiefe Schale, großes verziertes Gefäß, zwei Armringe aus Marmor, Keramikscherben, Feuersteinmesser | Rössen+ Gatersleben      | v. Borries | Halle, Landesamt für Denkmalpflege und Archäologie |
| IV  | Körpergrab   | S–N         | rechter Hocker               | verzierter Becher mit Standfuß, Unterteil eines Gefäßes, Keramikscherben | Rössen                   | v. Borries | Halle, Landesamt für Denkmalpflege und Archäologie |
| V   | Körpergrab   |             | Skelett zu schlecht erhalten | Keramikscherben, fünf durchbohrte Hirschzähne, Feuersteingeräte | unsicher                 | v. Borries | Halle, Landesamt für Denkmalpflege und Archäologie |
| XIV | Brandgrab    | –           | –                            | Ösenbecher, Kette aus Kalksteinperlen, Feuersteinklinge | Gatersleben              | Niklasson  | Halle, Landesamt für Denkmalpflege und Archäologie |
| XX  | Brandgrab    | –           | –                            | Dreigliedriger Becher, Becher, Scherben, Abschläge, Tierknochen | Gatersleben              | Niklasson  | Halle, Landesamt für Denkmalpflege und Archäologie |